# Мечеть Ханегах
Мечеть Ханегах (азерб. Xanəgah məscidi) — мечеть и историко-архитектурный памятник, расположенный в селе Ханагях Губинского района Азербайджана. Мечеть была построена в XIX веке.
Включена в список недвижимых памятников истории и культуры местного значения решением Кабинета Министров Азербайджанской Республики № 132 от 2 августа 2001 года.

## Описание
Ханагяхская мечеть была построена в XIX веке в селе Ханагях Губинского района. При строительстве использовались местные колотые камни и известковый раствор, в некоторых местах также использовался обожжённый кирпич и обычный камень. Толщина стен варьируется от 60 до 80 см. Для строительства крыши использовалась древесина, которая была покрыта черепицей. Минарет мечети располагался в центральной части крыши.
После советской оккупации Азербайджана, официально с 1928 года, началась борьба с религией. В декабре того же года ЦК Азербайджана передал многие мечети, церкви и синагоги на баланс клубов для использования в просветительских целях. Если в 1917 году в Азербайджане было 3000 мечетей, то в 1927 году их количество сократилось до 1700, а в 1933 году осталось лишь 17. Ханагяхская мечеть также была закрыта, и здание использовалось как склад. Минбар мечети был разрушен, книги и некоторые документы внутри были уничтожены.
После восстановления независимости Азербайджана решением Кабинета Министров Азербайджанской Республики № 132 от 2 августа 2001 года мечеть была включена в список недвижимых памятников истории и культуры местного значения. Из-за того, что здание мечети долгое время не ремонтировалось и не использовалось, оно подверглось разрушению, обрушились крыша и стены.